# 타티야나 보고먁코바
타티야나 세르게예브나 보고먁코바(러시아어: Татья́на Серге́евна Богомя́гкова, 1972년 7월 4일~)는 러시아의 전직 유도 선수이다. 1996년 하계 올림픽 여자 하프미들급에 참가했다.

## 수상

### 국제 대회
세계 군인 체육 대회
- 금메달(1995, 여자 -61kg)